# Moses Mendelssohn Zentrum für europäisch-jüdische Studien

Logo

Das Moses Mendelssohn Zentrum für europäisch-jüdische Studien (MMZ) ist ein Forschungsinstitut als An-Institut der Universität Potsdam am Neuen Markt in Potsdam. Es wurde 1992 gegründet und ist nach dem jüdischen Philosophen und Aufklärer Moses Mendelssohn (1729–1786) benannt.

## Das Forschungszentrum
Das Moses Mendelssohn Zentrum für europäisch-jüdische Studien ist ein interdisziplinär arbeitendes wissenschaftliches Forschungszentrum, das historische, philosophische, religions-, literatur-, politik- und sozialwissenschaftliche Grundlagenforschung betreibt. Es wurde anlässlich des 50. Jahrestages der Wannseekonferenz im Jahre 1992 gegründet und bis 2014 vom Gründungsdirektor Julius H. Schoeps geleitet.
Das MMZ ist ein eingetragener Verein und erhält eine Finanzierung durch das Land Brandenburg, die durch projektbezogene Drittmittel ergänzt wird. Als An-Institut der Universität Potsdam ist es maßgeblich am Studiengang „Jüdische Studien / Jewish Studies“ beteiligt. Die Mitarbeiter, Fellows und Lehrbeauftragten des MMZ bringen ihre wissenschaftlichen Fragestellungen und Kenntnisse in die Lehre dieses Studiengangs ein. 
Leiterin des MMZ ist Miriam Rürup.

## Forschungsschwerpunkt
Das Forschungsinteresse des MMZ gilt der Geschichte, Religion und Kultur der Juden und des Judentums in den Ländern Europas. Ein Schwerpunkt ist dabei die Beziehungsgeschichte von Juden und nicht-jüdischer Umwelt. Die Forschungsarbeiten konzentrieren sich auf Probleme der gesellschaftlichen Integration und Akkulturation der Juden (u. a. Haskala-Forschung) sowie auf vergleichende sozialgeschichtliche Fragestellungen (Lebensbedingungen, geographische und soziale Mobilität) und soziokulturelle und ideengeschichtliche Aspekte (Literatur, Kunst, Religion, Philosophie, Musik). Wesentliche Akzente setzt das Zentrum in der Aufarbeitung der Regional- und Lokalgeschichte, insbesondere der neuen deutschen Bundesländer.

## Arbeitsgebiete
Aus der Aufgabenstellung des MMZ wurden die nachstehenden zentralen Arbeitsgebiete entwickelt, denen die verschiedenen Forschungs- bzw. Publikationsprojekte thematisch zugeordnet sind:
- Europäisch-jüdische Geschichte, Regional- und Sozialgeschichte
- Europäisch-jüdische Literatur- und Kulturgeschichte
- Antisemitismus- und Rechtsextremismusforschung, Holocaust-Studien
- Geschichte des Staates Israel und des Zionismus
- Religions- und Geistesgeschichte, Philosophie
- Soziologie des Judentums, Jüdische Migrationsgeschichte
- Pädagogische Programme, Weiterbildung und Erziehung, Audiovisuelle und Neue Medien
- Editionen, Dokumentationen, Bibliographien

## Moses Mendelssohn Medaille
Seit 1993 wird die Moses Mendelssohn Medaille (nicht zu verwechseln mit dem Moses-Mendelssohn-Preis) an verdienstvolle Persönlichkeiten verliehen, die sich im Sinne und in der Tradition der Gedanken von Moses Mendelssohn für Toleranz und Völkerverständigung und gegen Fremdenfeindlichkeit engagiert haben.

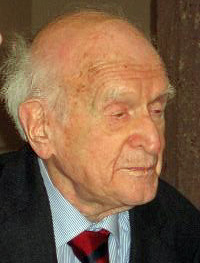
Hans Keilson bei der Verleihung der Moses-Mendelssohn-Medaille am 10. Mai 2007 in Potsdam

Die Preisträger der Moses Mendelssohn Medaille:
- 1993: Hinrich Enderlein, Rolf Mitzner, Benjamin Navon und Yirmiyahu Yovel
- 1994: Ignatz Bubis und Manfred Stolpe
- 1995: Ernst Benda
- 1998: Kurt Biedenkopf
- 1999: Arno Lustiger
- 2000: Werner Hartmann und Manfred Wolff
- 2002: Ari Rath und Martin Gabriel
- 2005: Lorraine Beitler
- 2006: Jörg Hillebrandt und Manfred Lahnstein
- 2007: Hans Keilson
- 2008: Charlotte Knobloch
- 2009: Daniel Barenboim
- 2010: Berthold Beitz[1]
- 2011: Hildegard Hamm-Brücher
- 2012: Friede Springer
- 2013: Avi Primor
- 2014: keine Verleihung
- 2015: Hubert Burda
- 2016: Ulla Berkéwicz
- 2017: Heinz Mack
- 2018: Amos Kollek und Osnat Kollek
- 2019: Andreas Nachama
- 2020–2022: keine Verleihung

Verleihung durch die Moses Mendelssohn Stiftung:
- 2023: Felicitas Heimann-Jelinek
- 2024: Rachel Salamander

## Publikationen
Zu ihren Themenschwerpunkten gibt das MMZ jährlich zahlreiche Veröffentlichungen heraus: Gesamt- und Einzelausgaben, die Zeitschrift für Religions- und Geistesgeschichte (ISSN 0044-3441), die Bibliothek verbrannter Bücher, Menora. Jahrbuch für deutsch-jüdische Geschichte sowie mehrere Schriftenreihen, darunter Studien zur Geistesgeschichte, Bibliographien zur deutsch-jüdischen Geschichte und Beiträge zur Geschichte und Kultur der Juden in Brandenburg, Mecklenburg-Vorpommern, Sachsen, Sachsen-Anhalt und Thüringen.